# Amanda Lind
Pour les articles homonymes, voir Lind.
Amanda Lind, née le 2 août 1980 à Uppsala, est une femme politique suédoise membre du Parti de l'environnement Les Verts (MP).

## Biographie
Fille d'un pasteur et d'une pharmacienne, elle grandit à Luleå.
Elle devient membre du Parti de l'environnement Les Verts en 1999. Le 21 janvier 2019, elle est nommée ministre de la Culture et de la Démocratie dans le gouvernement Löfven.
Élue municipale de Härnösand, ville à 400 kilomètres au nord de Stockholm, cette psychologue porte des dreadlocks qui sont critiquées à la fois par les conservateurs qui estiment cette coiffure peu convenable pour une ministre mais également par Nisrit Ghebil, une jeune artiste et communicante noire qui y voit une appropriation culturelle et estime qu’une femme blanche ne « doit pas porter une coiffure afro-américaine ». Tout en jugeant que ce concept est « un sujet de discussion important », elle indique qu'elle n'entend pas modifier une coiffure qu'elle porte depuis une vingtaine d’années, tout en souhaitant « se montrer respectueuse, même à l’égard de ceux qui pensent que c’est une erreur ».

## Vie privée
Elle est mariée au cinéaste Björn Ola Lind. Le couple a deux enfants.